# Ibn Al Jazzar
 (janvier 2013).
Ibn Al Jazzar, de son nom complet Abū Jaʿfar Aḥmad ibn Ibrāhīm ibn Abī Khālid ibn al-Jazzār al-Qayrawani (arabe : ابو جعفر احمد ابن ابراهيم ابن ابى خالد ابن الجزار), né en 878 à Kairouan et décédé dans les années 980 à Kairouan, est un médecin arabe de l'Ifriqiya (Tunisie actuelle) ayant vécu aux IXe et Xe siècles.
La faculté de médecine de Sousse porte son nom depuis 1984.

## Biographie
Il grandit dans une famille de médecins, ce qui le conduit à suivre le parcours de son père et de son oncle comme il est d'usage à l'époque. En effet, certains métiers sont alors spécifiques à des familles, comme dans l'enseignement et la médecine. Pendant son enfance et sa jeunesse, Ibn Al Jazzar reçoit un enseignement pluridisciplinaire comme le veulent les usages et la méthodologie en vogue à Kairouan : il apprend le Coran, étudie le fiqh, la sunna, les hadîths, la grammaire et la littérature arabe. Il apprend également la médecine auprès de son père et de son oncle, ainsi qu'auprès d'Isaac Israeli ben Salomon.
Il rédige à son tour des ouvrages de grammaire et d'histoire et compose de la poésie. Il finit par surpasser Isaac Israeli ben Salomon par le nombre de ses ouvrages, leur diversité, leur apport, leur méthodologie, l'importance de leur contenu, leur diffusion et la persistance de leur influence à travers le temps. Il rédige notamment un ouvrage de médecine destiné aux pauvres, une prédisposition sociale peu courante à l'époque. Grâce à ses qualités personnelles et à sa connaissance de la médecine, les Kairouanais viennent en nombre se faire soigner chez lui où il consulte mais enseigne également. Il prépare lui-même les médicaments (sirops, onguents, comprimés ou autres) et les confie à un domestique qui, assis dans le vestibule de la maison, les transmet à leurs destinataires, tout en encaissant le prix du remède et les honoraires du médecin. Si l'on ignore leurs montants, Ibn Al Jazzar laisse à sa mort une fortune colossale évaluée à 4 020 dinars en or et 25 quintaux de livres ; ces derniers, écrits au calame sur des peaux traitées, ont alors une grande valeur.

## Viatique
Ibn Al Jazzar a écrit un certain nombre de livres traitant de la grammaire, de l'histoire, de la jurisprudence, de la prosodie, etc. Beaucoup de ses livres, cités par différents auteurs, se sont perdus. Le plus important est Zād al-musāfir wa tuhfatu al-qādim (Viatique du voyageur). Traduit en latin, grec et hébreu, il est copié, recopié et imprimé en France et en Italie au XVIe siècle. Il est adopté et vulgarisé en Europe comme un livre servant à l'enseignement classique de la médecine. Ce livre n'est pas une compilation, comme le Canon d'Avicenne, un mélange de médecine et de philosophie. Alors qu'Avicenne n'était pas un médecin praticien, Ibn Al Jazzar l'était, c'est pourquoi son livre présente une autre facture. 
C'est un précis de médecine, couvrant le corps humain de la tête aux pieds, conçu pour l'enseignement clinique. On n'y trouve ni anatomie, ni philosophie. Ce sont des leçons écrites après ses cours, comme le fait remarquer l'auteur dans la conclusion de son livre ; on s'en rend compte par les répétitions qu'on y trouve. L'auteur nomme la maladie, énumère les symptômes connus, donne le traitement et indique parfois le pronostic. Il cite souvent en référence des noms d'auteurs étrangers, comme pour donner de l'importance à son sujet, ou par probité intellectuelle, pour justifier les emprunts.
Divisé en deux volumes et sept chapitres, il y est question des maladies susceptibles d'affecter l'être humain. 
- Volume 1 :
  - les maladies de la tête ;
  - les maladies du visage ;
  - les maladies de la poitrine ;
  - les maladies de l'estomac, des intestins, du foie et des reins.
- Volume 2 :
  - les maladies de l'appareil respiratoire ;
  - les maladies épisodiques ;
  - les maladies de l'épiderme.

Dans son Histoire de la médecine arabe en Tunisie durant dix siècles, Ahmed Ben Miled dit : 

« Alors que Rhazès le précède de quelques décennies, Ibn Al Jazzar adopte dans la rédaction du Viatique le même style qu'« El Haoui », « Le Continent » de Rhazès, mais plus élaborée et plus concis. On peut se demander s'il n'avait pas eu très tôt ce livre entre les mains. Ceci est peu probable car Ibn Al Jazzar ne sépare pas la rougeole de la variole, ce qui constitue l'innovation de Rhazès et, parmi les médecins auxquels il fait souvent référence tels Claude Galien, Hippocrate, Dioscoride, Rufus, Tridon, Fergorius, Aristote et Isaac Israeli ben Salomon, il ne cite pas Rhazès. »

## Publications
En tout, une quarantaine d'ouvrages lui sont attribués parmi lesquels : 
- Le Viatique du voyageur, ou Provision du voyageur et nourriture du sédentaire (Zād al-musāfir wa tuhfatu al-qādim), traduit en latin sous le nom de Viaticum peregrinorum par Constantin l'Africain ;
- Le Livre de l'estomac, de ses maladies et leurs traitements, traduit par Constantin l'Africain qui se l'attribue sous le titre Liber de stomacho ;
- Le Livre des médicaments simples, traduit en latin par Constantin l'Africain sous le nom de Liber de Gradibus Simpleium ;
- Le Livre de l'amnésie et des moyens de fortifier la mémoire ;
- Le Livre des parfums ;
- Le Livre des propriétés ;
- L'Éducation des enfants ;
- La Gériatrie ;
- La Médecine des pauvres ;
- Le Mémoire sur l'urine.

La plupart des livres cités par son historiographe Ibn Abi Usaybi'a sont plutôt des mémoires. Ils ne semblent pas avoir été entièrement acquis par Ibn Al Jazzar, comme le laisse entendre Ibn Abi Usaybi'a, mais proviendrait des nombreux dons du souverain Ubayd Allah al-Mahdi.